# Antrophyum lessonii
Antrophyum lessonii là một loài dương xỉ trong họ Pteridaceae. Loài này được Bory mô tả khoa học đầu tiên năm 1828.